# Rhynchostegium trachynotum
Rhynchostegium trachynotum är en bladmossart som beskrevs av Kindberg 1891. Rhynchostegium trachynotum ingår i släktet näbbmossor, och familjen Brachytheciaceae. Inga underarter finns listade i Catalogue of Life.